# Aiyana Whitney
Aiyana Tremayne Abukusumo-Whitney (* 6. April 1993 in Norwood (New Jersey)) ist eine US-amerikanische Volleyballspielerin.

## Karriere
Whitney begann ihre Karriere an der Northern Valley Regional High School in Old Tappan. Von 2011 bis 2015 studierte sie an der Pennsylvania State University Journalismus und spielte in dieser Zeit in der Universitätsmannschaft. Mit dem Team gewann die Diagonalangreiferin 2013 und 2014 die College-Meisterschaft. Anfang 2016 wechselte sie zu Ponce Leones nach Puerto Rico. Im Sommer wurde sie vom deutschen Bundesligisten Allianz MTV Stuttgart verpflichtet. 2017 wechselte Whitney nach China zu Yunnan Nuzi Paiqiu Dui.